# Список похороненных на Новодевичьем кладбище (Л)
Новодевичье кладбище является одним из самых известных некрополей Москвы. Оно было образовано в 1898 году вдоль южной стены Новодевичьего монастыря, где имеется дворянский некрополь XIX века. В советское время это было второе по значимости кладбище после некрополя у Кремлёвской стены. Многие могилы Новодевичьего кладбища являются объектами культурного наследия. В данной статье представлен список значимых людей, похороненных на Новодевичье кладбище, фамилии которых начинаются на букву «Л».

## Список
- Лавочкин, Семён Алексеевич (1900—1960) — авиаконструктор, член-корреспондент АН СССР, генерал-майор, лауреат четырёх Государственных премий СССР; 1 уч. 3 ряд.
- Лавренёв, Борис Андреевич (1891—1959) — писатель, драматург; автор памятника Л. Е. Кербель; 5 уч. 24 ряд у Центральной аллеи.
- Лавровский, Константин Петрович (1898—1972) — химик-органик, член-корреспондент АН СССР (1953); колумбарий, в районе 7 уч. лев.ст. последнего ряда
- Лавровский, Леонид Михайлович (1905—1967) — артист балета, балетмейстер, художественный руководитель балетной труппы Мариинки (1938—1944) и главный балетмейстер Большого театра (1944—1964), народный артист СССР (1965); автор памятника Е. А. Янсон-Манизер; 3 уч. 64 ряд.
- Ладинский, Антонин Петрович (1896—1961) — поэт и автор исторических романов; колумбарий, 122 секция, нижний ряд, 8 уч. в стене стороны Лужнецкого проезда.
- Ладынина, Марина Алексеевна (1908—2003) — актриса театра и кино, народная артистка СССР; 5 уч. 23а ряд у Центральной аллеи.
- Лазарев, Иван Романович (1908—1941) — артиллерист, капитан, Герой Советского Союза (1938); 3 уч. 64 ряд
- Лазарев, Пётр Петрович (1878—1942) — физик, биофизик и геофизик, академик РАН и АН СССР; 1 уч. 8 ряд.
- Лазаренко, Виталий Ефимович (1890—1939) — цирковой артист, клоун, акробат; 3 уч. 1 ряд.
- Лайок, Владимир Макарович (1904—1966) — политический работник советских Вооружённых Сил, генерал-лейтенант.
- Лактионов, Александр Иванович (1910—1972) — живописец, график, народный художник РСФСР, действительный член АХ СССР; 2 уч. 24 ряд
- Лакшин, Владимир Яковлевич (1933—1993) — заместитель главного редактора журналов «Новый мир» (1967—1970) и «Знамя» (1987—1989), главный редактор журнала «Иностранная литература» (1991—1993), литературный критик, историк литературы, доктор филологических наук (1982); 10 уч. 7 ряд
- Лангман, Аркадий Яковлевич (1886—1968) — русский и советский архитектор.
- Ландау, Лев Давидович (1908—1968) — физик, академик АН СССР, лауреат Нобелевской премии по физике; автор памятника Эрнст Неизвестный; 5 уч. 38 ряд.
- Ландсберг, Григорий Самуилович (1890—1957) — физик, академик АН СССР; 5 уч. 1 ряд.
- Лансере, Евгений Евгеньевич (1875—1946) — художник, график; брат художницы Зинаиды Серебряковой; 4 уч. 56 ряд.
- Лановой, Василий Семёнович (1934—2021) — советский и российский актёр театра и кино, Герой Труда Российской Федерации, народный артист СССР; 5 уч. 34 ряд.
- Лаптев, Алексей Михайлович (1905—1965) — художник-график, иллюстратор книг, член-корреспондент АХ СССР, заслуженный деятель искусств РСФСР; 6 уч. 15 ряд.
- Латунов, Иван Сергеевич (1906—1970) — Первый секретарь Архангельского (1948—1955) и Вологодского (1955—1960) обкомов КПСС; колумбарий, секция 133-34-3.
- Лахути, Абулькасим Ахмедзаде (1887—1957) — таджикский поэт, переводчик; 5 уч. 3 ряд.
- Лацис, Ян Янович (1897—1937) — командир отряда латышских стрелков, командующий ОКЖДВ, комкор; колумбарий, 68 секция, в районе 2 уч. 4 ряда
- Лащенко, Пётр Николаевич (1910—1992) — генерал армии, Герой Советского Союза; автор памятника М. В. Переяславец; 11 уч. 3 ряд
- Лебедев, Виктор Дмитриевич (1917—1978)— первый заместитель Председателя Госплана СССР (1973—1978); 9 уч. 3 ряд.
- Лебедев, Владимир Николаевич (1882—1951) — профессор, биолог и режиссёр, основатель научной кинематографии в России; 4 уч. 17 ряд.
- Лебедев, Вячеслав Михайлович (1943—2024) — советский и российский государственный деятель, председатель Верховного суда РФ.
- Лебедев, Иван Кононович (1907—1972) — первый секретарь Пензенского обкома ВКП(б), Омского обкома и Ставропольского крайкома КПСС; 7 уч. лев.ст. 4 ряд.
- Лебедев, Пётр Иванович (1885—1948) — геолог, член-корреспондент АН СССР (1939); 3 уч. 47 ряд

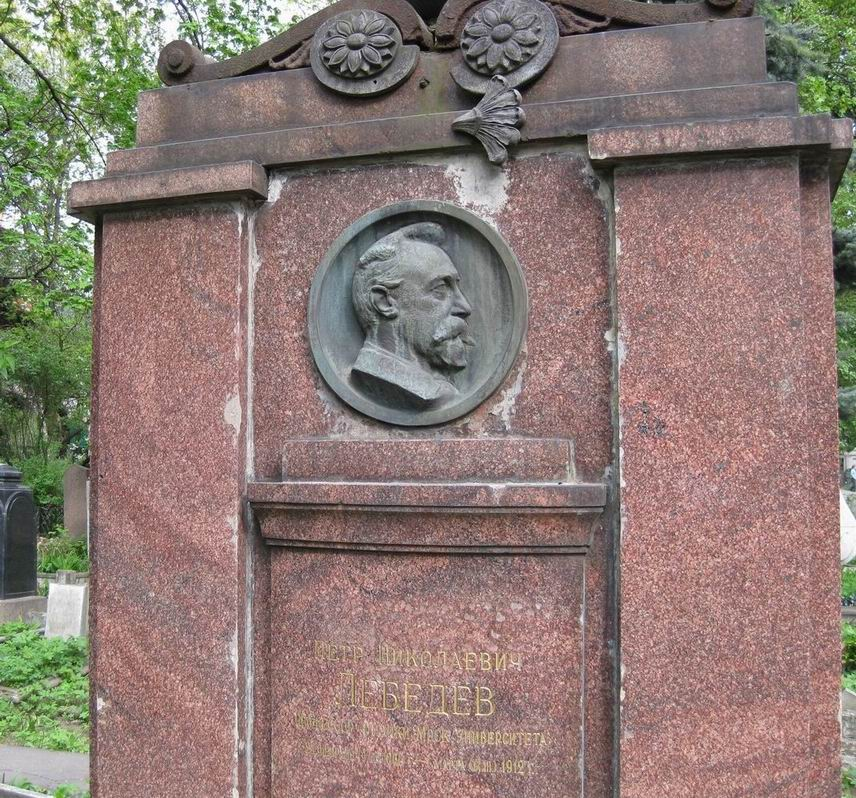
Памятник физику Петру Николаевичу Лебедеву

- Лебедев, Пётр Николаевич (1866—1912) — основатель первой в России физической школы, доктор физико-математических наук, профессор Московского университета; перезахоронен из Ново-Алексеевского монастыря; 3 уч. 20 ряд
- Лебедев, Сергей Алексеевич (1902—1974) — учёный в области вычислительной техники, академик АН СССР; 3 уч. 50 ряд.
- Лебедев, Сергей Владимирович (1913—1990) — физик-экспериментатор, доктор физико-математических наук, профессор; 4 уч. 17 ряд
- Лебедев-Кумач, Василий Иванович (1898—1949) — поэт, поэт-песенник; 2 уч. 27 ряд.
- Лебедев-Полянский, Павел Иванович (1881—1948) — литературовед, академик АН СССР; 1 уч. 37 ряд.
- Лебедева, Сарра Дмитриевна (1892—1967) — скульптор, заслуженный деятель искусств РСФСР, член-корреспондент АХ СССР; автор памятника И. Л. Слоним; 4 уч. 52 ряд.
- Лебединский, Андрей Владимирович (1902—1965) — физиолог, биофизик, академик АМН СССР (1960), Заслуженный деятель науки РСФСР (1958); 6 уч. 14 ряд

Надгробие Александра Лебедя

- Лебедь, Александр Иванович (1950—2002) — российский военный деятель, генерал-лейтенант, кандидат в президенты РФ, губернатор Красноярского края; автор памятника С. А. Щербаков; рядом с колумбарием, 131 секция, в районе 8 уч. 33 ряда.
- Лебедянцев, Александр Никандрович (1878—1941) — агроном и агрохимик, заслуженный деятель науки и техники РСФСР. Ученик К. А. Тимирязева и Д. Н. Прянишникова; 2-й уч., 37-й ряд.
- Левина, Зара Александровна (1906—1976) — композитор, пианистка, заслуженный деятель искисств РСФСР (1967); 3 уч. 62 ряд.

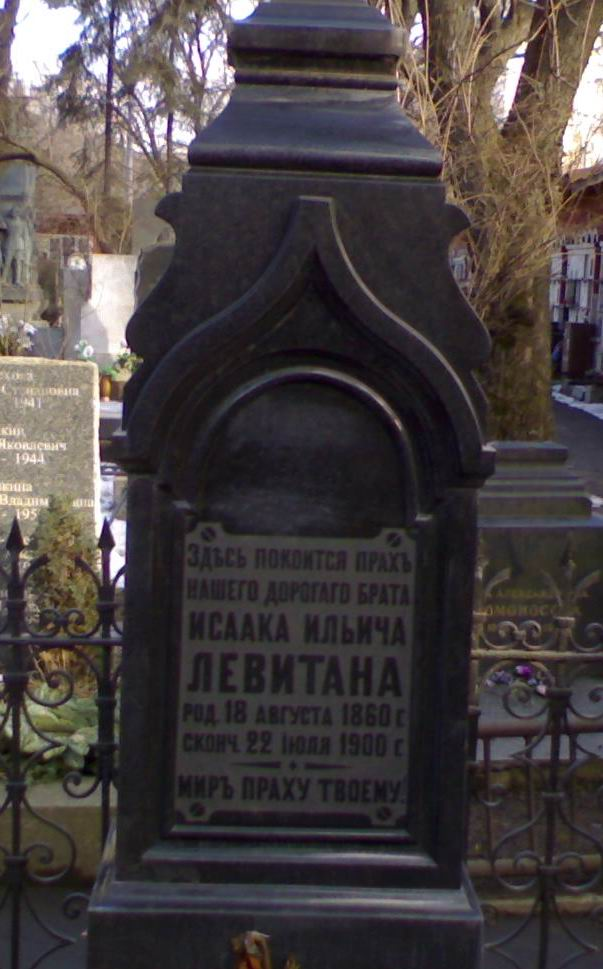
Памятник художнику Исааку Ильичу Левитану

- Левитан, Исаак Ильич (1860—1900) — художник, живописец-пейзажист; перезахоронен с еврейского Дорогомиловского кладбища; 2 уч. 23 ряд.
- Левитан, Юрий Борисович (1914—1983) — диктор Всесоюзного радио, народный артист СССР (1980); 10 уч. 1 ряд
- Левкоев, Игорь Иванович (1909—1978) — химик-органик, член-корреспондент АН СССР (1968); 1 уч. 10 ряд
- Левченко, Гордей Иванович (1897—1981) — Адмирал; 7 уч. лев.ст. 17 ряд
- Левченко, Ирина Николаевна (1924—1973) — танкист, подполковник, писательница, Герой Советского Союза; 4 уч. 53 ряд
- Легасов, Валерий Алексеевич (1936—1988) — физикохимик, академик АН СССР, член комиссии по устранению последствий аварии на Чернобыльской АЭС; 10 уч. 5 ряд.
- Лейбензон, Леонид Самуилович (1879—1951) — учёный в области механики и нефтяного дела, академик АН СССР (1943); 3 уч. 4 ряд.
- Лекарев, Валерий Петрович (1909—1971) — актёр театра и кино, народный артист РСФСР; 2 уч. 14 ряд.
- Лелюшенко, Дмитрий Данилович (1901—1987) — генерал армии, дважды Герой Советского Союза; 7 уч. лев.ст. последний ряд
- Лемешев, Сергей Яковлевич (1902—1977) — оперный певец; автор памятника М. К. Аникушин; 9 уч. 2 ряд.
- Ленгник, Фридрих Вильгельмович (1873—1936) — участник революционного рабочего движения с 1893 года; колумбарий, 1 уч. справа от башни монастырской стены
- Ленин, Михаил Францевич (1880—1951) — актёр Малого театра, народный артист РСФСР; 2 уч. 6 ряд.
- Леонидов, Леонид Миронович (1873—1941) — режиссёр, актёр Художественного театра, народный артист СССР; 2 уч. 17 ряд.
- Леонидов, Юрий Леонидович (1917—1989) — актёр театра и кино, актёр Художественного театра с 1943 года, народный артист РСФСР (1968); 2 уч. 17 ряд.
- Леонов, Алексей Иванович (1902—1972) — Маршал войск связи; 7 уч. лев.ст. 1 ряд
- Леонов, Евгений Павлович (1926—1994) — актёр театра и кино, народный артист СССР; 10 уч. 8 ряд.
- Леонов, Леонид Максимович (1899—1994) — писатель, драматург, академик АН СССР; 10 уч. 8 ряд.
- Леонтович, Александр Васильевич (1869—1943) — физиолог, гистолог, академик АН Украинской ССР (1929); 2 уч. 41 ряд
- Леонтьев, Пётр Иванович (1883—1951) — актёр театра и кино, народный артист РСФСР (1949); 2 уч. 9 ряд.
- Лепешинская, Ольга Борисовна (1871—1963) — биолог, гистолог, академик АМН СССР; колумбарий, 1 уч. справа от башни монастырской стены
- Лепешинский, Пантелеймон Николаевич (1868—1944) — член РСДРП с 1898 года, директор Исторического музея и Музея Революции, доктор исторических наук; колумбарий, 1 уч. справа от башни монастырской стены
- Лепко, Владимир Алексеевич (1898—1963) — актёр Театра Сатиры, киноактёр, народный артист РСФСР; 8 уч. 34 ряд.
- Лепковский, Евгений Аркадьевич (1866—1939) — театральный актёр и режиссёр, народный артист РСФСР (1934); 1 уч. 2 ряд.
- Лесечко, Михаил Авксентьевич (1909—1984) — министр приборостроения и средств автоматизации СССР; 10 уч. 2 ряд.
- Летков, Андрей Иванович (1903—1942) — нарком электростанций СССР (1940—1942); 1 уч. 40 последний поперечный ряд.
- Либединский, Юрий Николаевич (1898—1959) — писатель; автор памятника А. Е. Елецкий; 8 уч. 1 ряд.
- Ливанов, Борис Николаевич (1904—1972) — актёр Художественного театра, киноактёр, театральный режиссёр, народный артист СССР; 2 уч. 17 ряд.
- Лидин, Владимир Германович (1894—1979) — писатель, библиофил; 2 уч. 12 ряд.
- Ликсо, Ирина Анатольевна (1920—2009) — актриса Малого театра, киноактриса, народная артистка РСФСР (1968); 8 уч. 39 ряд.
- Лилина, Мария Петровна (1866—1943) — актриса Художественного театра, народная артистка РСФСР; 2 уч. 17 ряд рядом с мужем К. С. Станиславским.
- Линьков, Григорий Матвеевич (1899—1961) — командир партизанского отряда особого назначения, полковник-инженер, Герой Советского Союза; 8 уч. 15 ряд
- Лискун, Ефим Федотович (1873—1958) — зоотехник, учёный в области животноводства, академик ВАСХНИЛ (1934); 5 уч. 19 ряд
- Литвинов, Максим Максимович (1876—1951) — революционер, нарком иностранных дел СССР; автор памятника И. Л. Слоним; 1 уч. 46 ряд рядом с монастырской стеной.
- Литовцева, Нина Николаевна (1878—1956) — актриса Художественного театра, педагог, народная артистка РСФСР; 2 уч. 16 ряд рядом с мужем В. И. Качаловым.
- Лобанов, Андрей Михайлович (1900—1959) — театральный режиссёр, художественный руководитель Московского драматического театра имени М. Н. Ермоловой (1946—1957), народный артист РСФСР (1947), профессор ГИТИСа (1948); 5 уч. 31 ряд.
- Лобов, Семён Михайлович (1913—1977) — Адмирал Флота; 7 уч. лев.ст. 13 ряд
- Логинов, Евгений Фёдорович (1907—1970) — Маршал авиации; 7 уч. пр.ст. 12 ряд
- Лодий, Зоя Петровна (1886—1957) — певица (лирическое сопрано), профессор; автор памятника Е. Ф. Белашова; 5 уч. 31 ряд.
- Лозовский, Соломон Абрамович (1878—1952) — Генеральный секретарь Профинтерна, директор Гослитиздата, начальник Совинформбюро; кенотаф; 1 уч. 10 ряд.
- Ломакин, Яков Миронович (1904—1958) — советский дипломат и журналист; 5 уч. 23 ряд
- Ломако, Пётр Фаддеевич (1904—1990) — министр цветной металлургии СССР, Председатель Госплана СССР; 10 уч. 6 ряд.
- Лопатин, Антон Иванович (1897—1965) — генерал-лейтенант, Герой Советского Союза; 6 уч. 17 ряд
- Лосев, Сергей Андреевич (1927—1988) — журналист, генеральный директор ТАСС с 1979 года; 10 уч. 5 ряд
- Луговской, Владимир Александрович (1901—1957) — поэт; автор памятника Эрнст Неизвестный; 3 уч. 63 ряд.
- Лужков, Юрий Михайлович (1936—2019) — советский и российский государственный деятель, мэр Москвы в 1992—2010 годах; 5 уч. 23 ряд.
- Лужский, Василий Васильевич (1869—1931) — актёр, режиссёр, театральный педагог, один из основателей Художественного театра, заслуженный деятель искусств РСФСР (1931); 2 уч. 7 ряд.
- Лузанов, Фёдор Петрович (1919—1989) — виолончелист, народный артист РСФСР (1980), профессор Института имени Гнесиных (1984); 2 уч. 40 ряд.
- Лукин, Макар Михайлович (1905—1961) — директор и организатор ряда авиадвигательных заводов, генерал-майор инженерно-авиационной службы (1944), Герой Социалистического Труда (1945); 8 уч. 11 ряд.
- Луков, Леонид Давидович (1909—1963) — кинорежиссёр, сценарист, народный артист РСФСР; 8 уч. 28 ряд в районе Центральной аллеи.
- Лукомский, Павел Евгеньевич (1899—1974) — терапевт, кардиолог, академик АМН СССР; 7 уч. лев.ст. 9 ряд
- Луконин, Михаил Кузьмич (1918—1976) — поэт; 9 уч. 1 ряд.
- Лукьянов, Владимир Васильевич (1901—1958) — Первый секретарь Кировского (1940—1947) и Ивановского (1947—1952) обкомов ВКП(б), Ярославского обкома КПСС (1952—1954); 3 уч. 62 ряд.
- Лукьянов, Сергей Владимирович (1910—1965) — актёр театра и кино, народный артист РСФСР; 6 уч. 16 ряд.
- Луначарская-Розенель, Наталья Александровна (1900—1962) — актриса Малого театра и киноактриса; жена А. В. Луначарского; 2 уч. 15 ряд.
- Лунгин, Семён Львович (1920—1996) — сценарист, драматург, Заслуженный деятель искусств РСФСР (1981); 3 уч. 43 ряд.
- Лунгина, Лилиана Зиновьевна (1920—1998) — переводчица; 3 уч. 43 ряд.
- Лундберг, Евгений Германович (1883—1965) — писатель, литературовед, философ; колумбарий, 121 секция.
- Лунин, Николай Александрович (1915—1968) — новатор железнодорожного транспорта, Герой Социалистического Труда (1943); 7 уч. пр.ст. 5 ряд.
- Луппов, Владимир Васильевич (1897—1944) — генерал-майор танковых войск, Герой Советского Союза; 4 уч. 60 предпоследний ряд
- Лучинский, Александр Александрович (1900—1990) — генерал армии, Герой Советского Союза; 11 уч. 2 ряд
- Лучко, Клара Степановна (1925—2005) — киноактриса, народная артистка СССР; 10 уч. 9 ряд.
- Лушев, Пётр Георгиевич (1923—1997) — генерал армии, Герой Советского Союза; 11 уч. 4 ряд
- Любимов, Александр Васильевич (1898—1967) — нарком, затем министр торговли СССР (1939—1948); 6 уч. 39 ряд.
- Любимов-Ланской, Евсей Осипович (1883—1943) — театральный режиссёр и актёр, народный артист РСФСР (1933); 2 уч. 6 ряд.
- Любошиц, Анна Сауловна (1887—1975) — виолончелистка, заслуженная артистка РСФСР (1933); колумбарий, секция 118-1-3.
- Людников, Иван Ильич (1902—1976) — генерал-полковник, Герой Советского Союза; колумбарий, 134 секция
- Люлька, Архип Михайлович (1908—1984) — конструктор авиационных двигателей, академик АН СССР, лауреат Ленинской и двух Государственных премий СССР; 7 уч. лев.ст. 20 ряд.
- Ляндрес, Зиновий Александрович (1901—-1987) — инженер-нефтяник, член коллегии Министерства нефтехимической промышленности; 5-й уч.
- Ляндрес, Илья Александрович (1905—1976) — полковник, начальник отдела Московского уголовного розыска, брат Ляндреса З. А.
- Ляпидевский, Анатолий Васильевич (1908—1983) — полярный лётчик, генерал-майор авиации, первый Герой Советского Союза; 7 уч. лев.ст. 19 ряд
- Ляшко, Николай Николаевич (1884—1953) — писатель; автор памятника В. Сонин; 4 уч. 1 ряд.